# Beautiful Boy
Beautiful Boy is een Amerikaanse biografische film uit 2018, geregisseerd door Felix Van Groeningen naar een scenario van Luke Davies en Felix Van Groeningen. De film is gebaseerd op de memoires van vader en zoon David (Beautiful Boy: A Father's Journey Through His Son's Addiction) en Nic Sheff (Tweak: Growing Up on Methamphetamines), met Steve Carell, Timothée Chalamet en Maura Tierney in de hoofdrollen.

## Verhaal
Journalist David Sheff (Steve Carell) heeft een zoon Nic (Timothée Chalamet) die kampt met een verslaving aan meth en probeert af te kicken. 

## Rolverdeling
| Acteur            | Personage                       |
| ----------------- | ------------------------------- |
| Steve Carell      | David Sheff                     |
| Timothée Chalamet | Nicholas "Nic" Sheff (18 jaar)  |
| Maura Tierney     | Karen Barbour-Sheff             |
| Jack Dylan Grazer | Nicholas "Nic" Sheff (12 jaar)  |
| Zachary Rifkin    | Nicholas "Nic" Sheff (8 jaar)   |
| Kue Lawrence      | Nicholas "Nic" Sheff (4-6 jaar) |
| Oakley Bull       | Daisy Sheff                     |
| Christian Convery | Jasper Sheff                    |
| Kaitlyn Dever     | Lauren                          |
| LisaGay Hamilton  | Rose                            |
| Timothy Hutton    | Dr. Brown                       |
| Andre Royo        | Spencer                         |
| Amy Ryan          | Vicki                           |
| Amy Forsyth       | Diane                           |
| Amy Aquino        | Annie Goldblum                  |
| Carlton Wilborn   | Vince                           |
| Stefanie Scott    | Julia                           |
| Marypat Farrell   | Julia's moeder                  |

## Productie
In 2008 kondigde Paramount Pictures en Plan B Entertainment aan dat ze de filmrechten hadden verkregen van de boeken Beautiful Boy: A Father's Journey Through His Son's Addiction van David Sheff en Tweak: Growing Up on Methamphetamines van Nic Sheff. In september 2015 werd aangekondigd dat Felix Van Groeningen de verfilming zou regisseren naar een scenario geschreven door Luke Davies.
De filmopnamen gingen van start op 27 maart 2017 in en rond Los Angeles en San Francisco. De filmmontage duurde in totaal zeven maanden en omdat Van Groeningen niet tevreden was met de gang van zaken haalde hij zijn vaste Belgische filmmonteur Nico Leunen er bij om de montage af te werken.

## Release
Beautiful Boy is de eerste Engelstalige speelfilm van de Belgische filmregisseur Felix Van Groeningen en ging op 7 september 2018 in première op het internationaal filmfestival van Toronto en werd op 12 oktober 2018 in de cinemazalen uitgebracht. In Nederland werd de film in 53 bioscoopzalen vertoond.

### Ontvangst
De reacties van de Nederlandse pers waren overwegend positief. Recensent van De Volkskrant bekroonde het "verontrustende drama" met vier sterren en schreef dat "het hele junkie-in-een-gezinstraject [..] soms wat repetitief [wordt]" en dat Van Groeningen "soms iets te veel zijn scènes met stemmige muziek [ondersteunt]". Alle lof ging naar Chalamet: "De 22-jarige acteur palmt in, manipuleert, snauwt en lijdt als Nic, zonder de kijker maar een moment het gevoel te geven dat die naar een trukendoos kijkt." Ook criticus van het NRC Handelsblad had vier sterren van de film over en deelde deze mening over het spel van Chalamet: "Zelfs als hij met lijzige stem naar geld hengelt, weet Timothée Chalamet de verslaafde tiener Nic iets hartverscheurends mee te geven. Tegelijkertijd straalt hij zoveel zelfzucht uit, dat je niet echt medelijden met hem kunt krijgen." Wat betreft de film schreef ze: "Af en toe is Beautiful Boy iets te gelikt, maar de hoofdrolspelers weten perfect de tweestrijd te vangen van een vader met een drugsverslaafde zoon."
Recensent van de Trouw, die er ook vier sterren voor over had, omschreef de film als "de kroon op [Van Groeningens] nog jonge carrière": "Het knappe aan Beautiful Boy is dat de film die waarheid geen geweld aandoet en dus realistisch voelt, zonder dat je – om in jargon te blijven – als kijker helemaal kapot gaat. Ook fijn is dat de film geen plot heeft om af te werken maar juist dicht bij de personages blijft. Dat is precies wat een film over verslaving moet doen, want er is geen echte oplossing."